# Rob Gonsalves
Robert "Rob" Gonsalves (Toronto, 25 de juny de 1959 - 14 de juny de 2017) fou un pintor canadenc de realisme màgic (surrealisme). Produeix obres originals i il·lustracions per als seus propis llibres.

## Primers anys
Gonsalves va néixer a Toronto, Ontario. De petit va desenvolupar un interès en el dibuix imaginatiu a través de diferents mitjans. A l'edat de dotze, la seva consciència de l'arquitectura va créixer a mesura que anava aprenent tècniques de perspectiva i va començar a crear les seves primeres obres i representacions dels edificis que imaginava. Després de descobrir pintors com Dalí i Tanguy, Gonsalves va crear les seves primeres obres surrealistes. El "Realisme Màgic" el va apropar a Magritte juntament amb les il·lusions de perspectives precises d'Escher, que també van ser una influència en la seva obra.

## Carrera
En els seus anys posteriors a la universitat, Gonsalves es va dedicar plenament a l'arquitectura i a la pintura de murals trompe-l'œil murals i decorats d'obres de teatre. Després d'una resposta entusiasta a la Exposició d'Art a l'aire lliure de Toronto de 1990, Gonsalves va decidir deciar-se plenament a la pintura.
Tot i que l'obra de Gonsalves és sovint titllada de surrealista, en difereix perquè les imatges són intencionadament planejades i són resultat de pensaments conscients. Les idees són en gran part generades pel món extern i impliquen activitats humanes reconeixedores, usant eines il·lusionistes curosament planejades. Gonsalves injecta un sentit màgic a escenes realistes. Com a resultat, el terme "Realisme Màgic" descriu la seva feina de forma exacta. El seu treball és un intent de representar el desig dels humans a creure l'impossible, a ser oberts en la possibilitat.
Gonsalves ha exposat al Art Expo New York and Los Angeles, Decor Atlanta and Las Vegas, Fine Art Forum, així com a les Discovery Galleries, Ltd., Marcus Ashley Gallery in South Lake Tahoe, Hudson River Art Gallery, Saper Galleries (del 7 de novembre al 31 de desembre, 2004) i al Kaleidoscope Gallery.
El juny de 2003, Simon & Schuster van presentar a Amèrica del Nord i al Canadà Imagine a Night, el primer llibre de tapa gruixuda de Gonsalves, que incloïa setze obres. A causa de l'èxit del llibre, Simon & Schuster van publicar un segon llibre, Imagine A Day el 2004 pel qual va guanyar el Governor General's Award de 2005 en la categoria Literatura Infantil - Il·lustració.
El seu llibre Imagine a Place va ser publicat el 2008.
Gonsalves era fundador i membre de ple dret de l'Associació Gourd and the Arrow.